# دیوید لتو
دیوید لتو (انگلیسی: Davide Leto؛ زادهٔ ۴ نوامبر ۱۹۹۴) بازیکن فوتبال اهل ایتالیا است.
از باشگاه‌هایی که در آن بازی کرده‌است می‌توان به باشگاه فوتبال کروتونه اشاره کرد.